# The Justice Collective
The Justice Collective ist ein Bandprojekt britischer Popstars und Musiker, das im Jahr 2012 mit dem Ziel gegründet wurde, Geld für Wohltätigkeitsorganisationen im Zusammenhang mit der Hillsborough-Katastrophe zu sammeln.
Im Oktober und November 2012 wurde die Single He Ain’t Heavy, He’s My Brother von den Hollies neu eingespielt. Die Single erschien am 17. Dezember 2012 und stieg am gleichen Tag bis auf Platz 2 der britischen iTunes-Charts. In den britischen Singlecharts erreichte sie Platz 1 und war dort ein Weihnachts-Nummer-eins-Hit.

## Mitglieder
| Sänger - Andy Brown (Lawson) - Gerry Marsden (Gerry & the Pacemakers) - Paul Heaton (The Beautiful South) - Glenn Tilbrook (Squeeze) - John Power (Cast) - Robbie Williams - Melanie C - Rebecca Ferguson - Holly Johnson (Frankie Goes to Hollywood) - Beverley Knight - Paloma Faith - Eliza Doolittle - Dave McCabe (The Zutons) - Peter Hooton (The Farm) - Ren Harvieu - Jon McClure (Reverend and the Makers) - Paul McCartney - Shane MacGowan (The Pogues) - Bobby Elliott (The Hollies) - Tony Hicks (The Hollies) - Hollie Cook (The Slits) - Ian Prowse (Amsterdam) - Alan Hansen - Kenny Dalglish - John Bishop - Steve Rotheram - Peter Reid - Neil Fitzmaurice - LIPA Gospel Choir | Musiker - Chris Sharrock (Beady Eye) – Schlagzeug - David Catlin-Birch (World Party) – Bass - Paul McCartney – Elektrische Gitarre - Mick Jones (The Clash) – Elektrische Gitarre - Andrew „Davo“ Davitt – Akustische Gitarre - Guy Chambers – Klavier - Will Pound – Harmonika - Liverpool Philharmonic Orchestra – Geigen Produktion - Guy Chambers – Produzent - Richard Flack – Produzent, Toningenieur - Oliver Som – Toningenieur - Liam Nolan – Toningenieur - Chris Taylor – Toningenieur - Jon Withnall – Toningenieur - Tony Draper – Toningenieur - Alec Brits – Toningenieur |

## Belege
1. ↑  Chartquellen: UK
2. ↑  Auszeichnungen für Musikverkäufe: UK